# С-50

## История
Разработването на 85 мм танково оръдие за средния танк Т-34 започва през ноември 1943 г. в Централното артилериско конструкторско бюро. Оръдието получава индекс С-50. За база при разработка на новото оръдие е взето 85 мм зенитно оръдие обр. 1939 г.
Основното предназначение на С-50 е борба с тежкобронирани обекти, унищожаване на фортификационни съоръжения и подавяне на противниковата артилерия. Постигнат е пробив на 80 – 98 мм броня, разположена под ъгъл 60° на разстояние 1000 м, при начална скорост на снаряда 800 м/сек (тегло на снаряда 9,2 кг.). Малко по-късно е разработен и образец с повишена балистика – начална скорост на снаряда 920 м/сек.
В периода ноември – декември 1943 г. са изготвени чертежите и първият опитен образец на оръдието. В края на декември същата година оръдието е монтирано на опитен прототип на танка Т-34 и са проведени полигонни и стрелкови изпитания на Гороховецкия артилерийски полигон.
По време на изпитанията оръдието издържа само 35 изстрела, като след това се поврежда противооткатното устройство. По-нататъшните изпитания са прекратени и оръдието е снето от по-нататъшна разработка. Малко по-късно е прекратена работата и по проектът С-50 с повишена балистика.